# Науброук

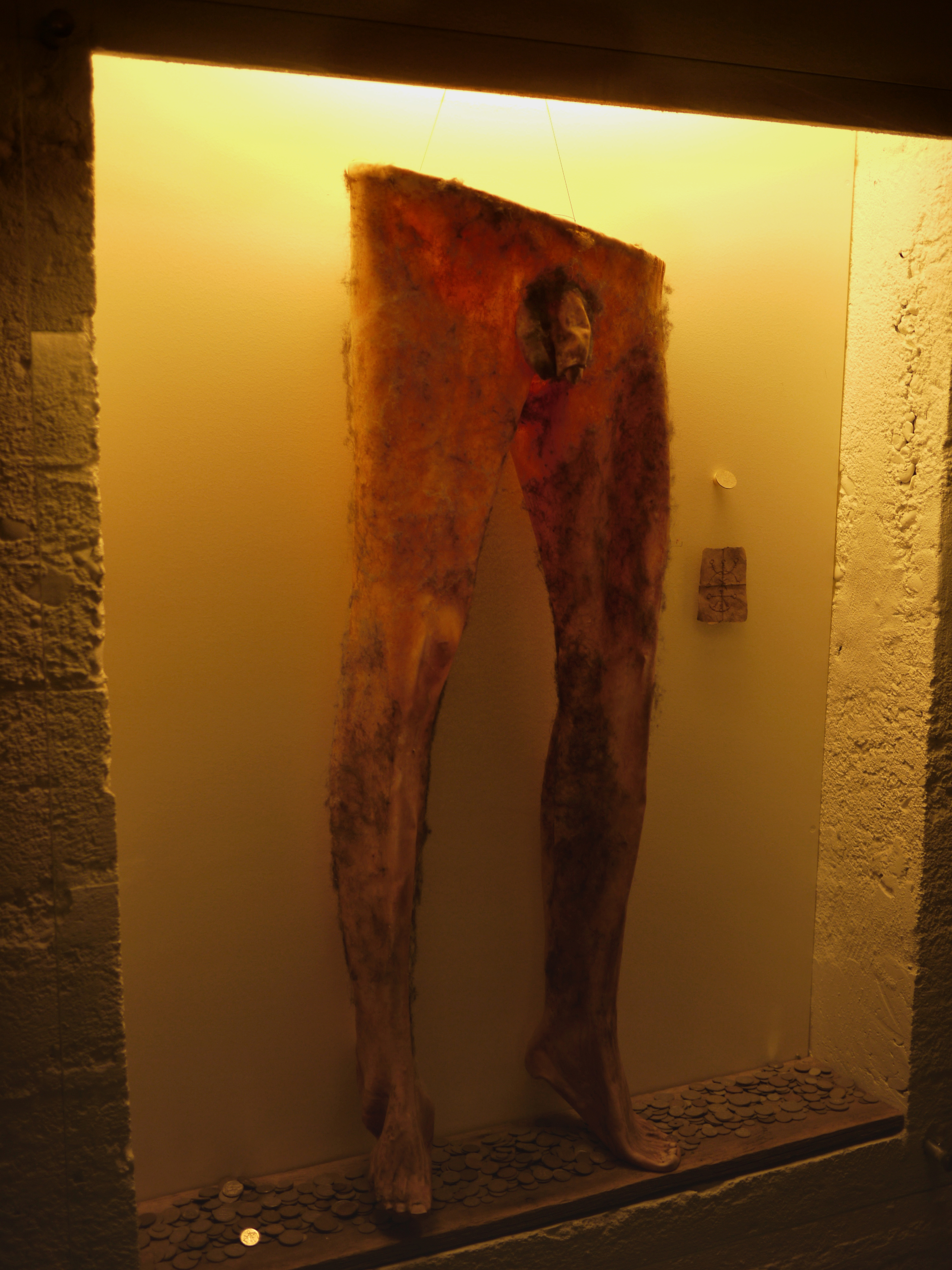
Репліка науброука в Музеї ісландського чаклунства та чорної магії. праворуч знаходиться магічний символ необхідний для ритуалу, біля ніг розкидані монети.

Nábrókarstafur (Гальдрастав для науброука)

Науброук (ісл. nábrók, буквально «некропідштаники») — нижні штани, зроблені зі шкіри мерця, що використовуються в ісландській народній магії XVII ст. як засіб отримання необмеженої кількості грошей.
Ритуал виготовлення науброука починається з отримання у живої людини дозволу використовувати його шкіру після смерті. Після того, як його поховають, потрібно вирити тіло і здерти з тіла шкіру нижче пояса одним шматком, без подряпин і порізів. Якщо надіти отримані штани, вони пристануть до шкіри і стануть частиною тіла. Далі потрібно вкрасти у бідної вдови монету (на Різдво, Великдень чи день трійці) і засунути її в мошонку разом зі спеціальним гальдраставом nábrókarstafur, написаному на листку паперу. Поки монета буде в мошонці, вона буде притягувати до себе гроші, так що мошонка ніколи не спорожніє. Щоб не потрапити в пекло, власник повинен за життя умовити кого-небудь забрати ці штани собі, причому новий власник повинен надіти праву штанину науброука, поки колишній власник не зняв з себе ліву. Так науброук зможе притягувати гроші протягом кількох поколінь. Якщо ж власник не зуміє передати штани наступного, після смерті все його тіло закрижаніє.
Єдиний збережений науброук (за іншими даними, якісна репліка) зберігається в Музеї ісландського чаклунства і чорної магії (англ. The Museum of Icelandic Sorcery & Witchcraft) у місті Хоульмавік.